# Ronnie Powell
Ronnie Ronald Powell född 19 november 1947 i Newcastle Upon Tyne, England, är en tidigare engelsk fotbollsspelare som 1974 blev den förste utländske spelaren i fotbollsallsvenskan när han spelade i Brynäs IF. Powell hade dessförinnan spelat tre säsonger med Brynäs i division 2 norra. Gävlelaget kvalificerade sig hösten 1973 för spel i allsvenskan. Fram till säsongen 1974 var det förbjudet med utländska spelare i Allsvenskan. Med sitt mål för 1-0 i den andra matchen mot IFK Norrköping, en match Brynäs vann 4-0, blev Powell den icke-svenske spelare som först gjorde mål i den högsta svenska serien. Han spelade 19 allsvenska matcher och gjorde fyra mål. Han kom till Brynäs IF efter en halv säsong i Husums IF.
I England hade han spelat fotboll på amatörnivå. Efter en kort tränarkarriär blev han domare på distriktsnivå i Ångermanland. Ronnie Powell var 21 år då han kom som utbytesstudent från Leeds till Ångermanland för att arbeta på Husums pappersbruk i åtta veckor sommaren 1969. Han är far till den före detta fotbollsspelaren Magnus Powell.